# Dufourea eremica
Dufourea eremica är en biart som beskrevs av Ebmer 1976. Dufourea eremica ingår i släktet solbin, och familjen vägbin. Inga underarter finns listade i Catalogue of Life.